# Anthony Masters
Pour les articles homonymes, voir Masters.
Anthony H. Masters, connu sous le nom de Tony Masters, né le 9 novembre 1919 à Folkestone, dans le Kent (Royaume-Uni) et mort le 12 mai 1990 au Beausset dans le sud de la France, est un architecte de cinéma britannique.

## Biographie
Anthony Masters a été nommé pour un Oscar dans la catégorie Meilleure direction artistique pour le film 2001, l'Odyssée de l'espace.
Il a été marié à l'actrice Heather Sears de 1957 jusqu'à sa mort.

## Filmographie partielle

### Au cinéma
- 1956 : The Bespoke Overcoat (The Bespoke Overcoat)
- 1957 : Le Scandale Costello (The Story of Esther Costello)
- 1958 : The Whole Truth (en) (The Whole Truth)
- 1958 : Corridors of Blood (en)
- 1958 : The Spaniard's Curse (en)
- 1959 : Expresso Bongo (en) (Expresso Bongo)
- 1960 : Faces in the Dark
- 1960 : The Unstoppable Man (en)
- 1960 : Traitement de choc (The Full Treatment)
- 1961 : Dentist on the Job (en)
- 1961 : Le Jour où la Terre prit feu (The Day the Earth Caught Fire)
- 1961 : Don't Bother to Knock (en)
- 1963 : Tamahine (en)
- 1963 : The Cracksman (en)
- 1964 : La Baie aux émeraudes (The Moon-Spinners)
- 1964 : À plein tube (Ferry Cross the Mersey)
- 1965 : Les Héros de Télémark (The Heroes of Telemark)
- 1967 : 2001, l'Odyssée de l'espace (2001 : A Space Odyssey)
- 1970 : Les Derniers Aventuriers (The Adventurers)
- 1970 : Mr. Forbush and the Penguins (en)
- 1972 : Population zéro (Z.P.G. Zero Population Growth)
- 1973 : Papillon
- 1975 : Le Veinard (That Lucky Touch)
- 1976 : Buffalo Bill et les Indiens (Buffalo Bill and the Indians, or Sitting Bull’s History Lesson)
- 1977 : Les Grands Fonds (The Deep)
- 1984 : Dune (Dune)
- 1986 : Le Clan de la caverne des ours (The Clan of the Cave Bear)
- 1986 : Taï-Pan (Tai-Pan)
- 1987 : Assistance à femme en danger